# Mikwe (Freudental)

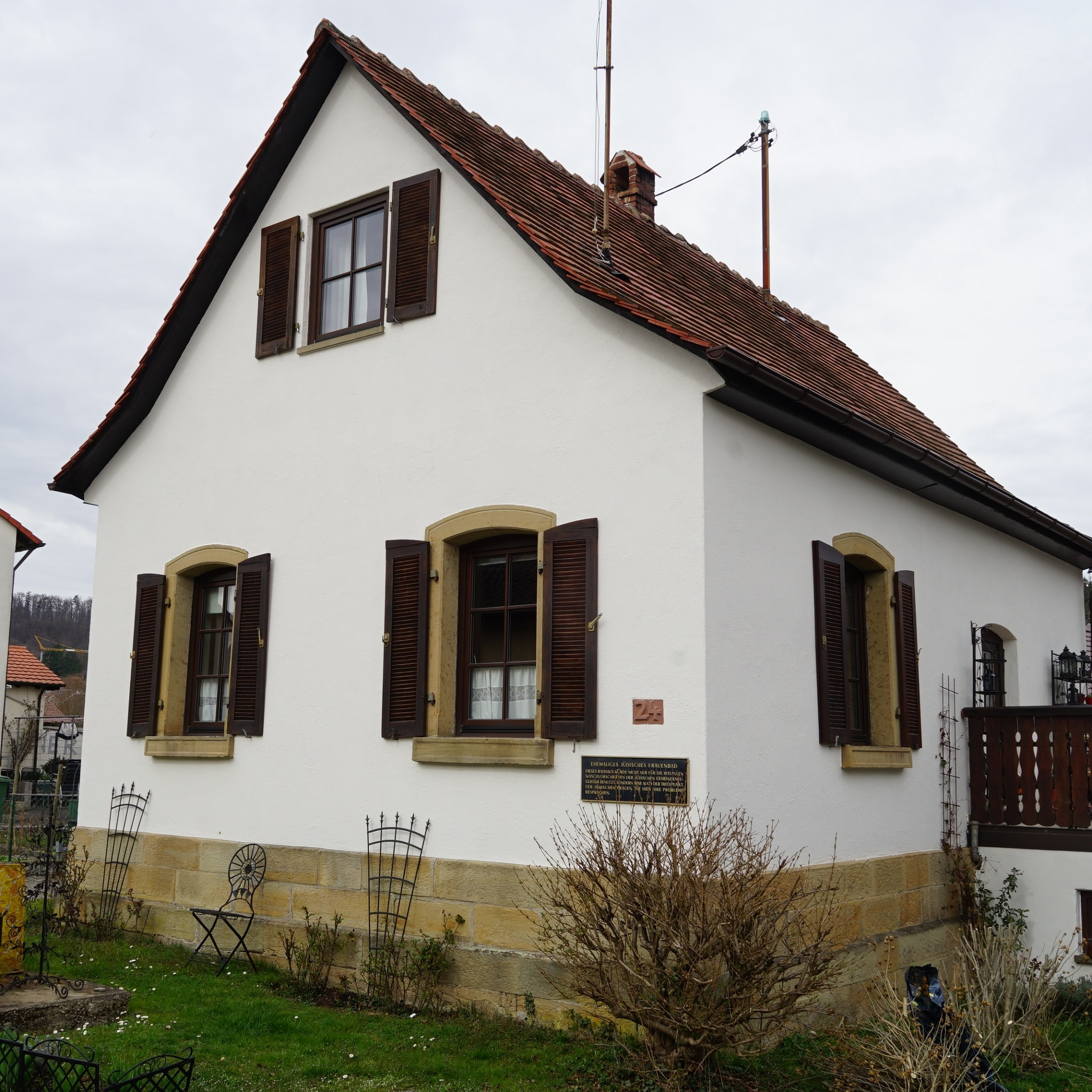
Haus über der letzten Mikwe in Freudental (2023)

Die letzte Mikwe in Freudental ist ein historisches jüdisches Badehaus, das 1858 separat von der Synagoge erbaut wurde. Es war ein wichtiger Ort für rituelle Reinigungszwecke und diente der jüdischen Gemeinde in Freudental als zentrale Einrichtung. Im zweiten Zobel'schen Schutzbrief und auch im Grävenitz'schen Edikt wurde den jüdischen Bewohnern von Freudental das Recht auf eine rituelle Reinigung ihrer Frauen in einer sogenannten Mikwe versprochen. Es ist jedoch bis heute nicht bekannt, wo sich die ersten Mikwen befanden. Die rituellen Waschungen gemäß der jüdischen Gesetzgebung wurden im fließenden Wasser durchgeführt. Es wird daher vermutet, dass die Freudentaler Mikwen entweder in der Nähe einer Quelle oder des Steinbachs gelegen haben könnten. Eine mögliche Lokalisation könnte das Brunnenhäuschen nahe dem Treppenturm bei der ehemaligen Synagoge sein oder der Steinbach selbst. Aufgrund eines landesweiten Ministerialerlasses des württembergischen Innenministeriums vom 20. August 1821 ist davon auszugehen, dass die Mikwe in Freudental erwärmt wurde.

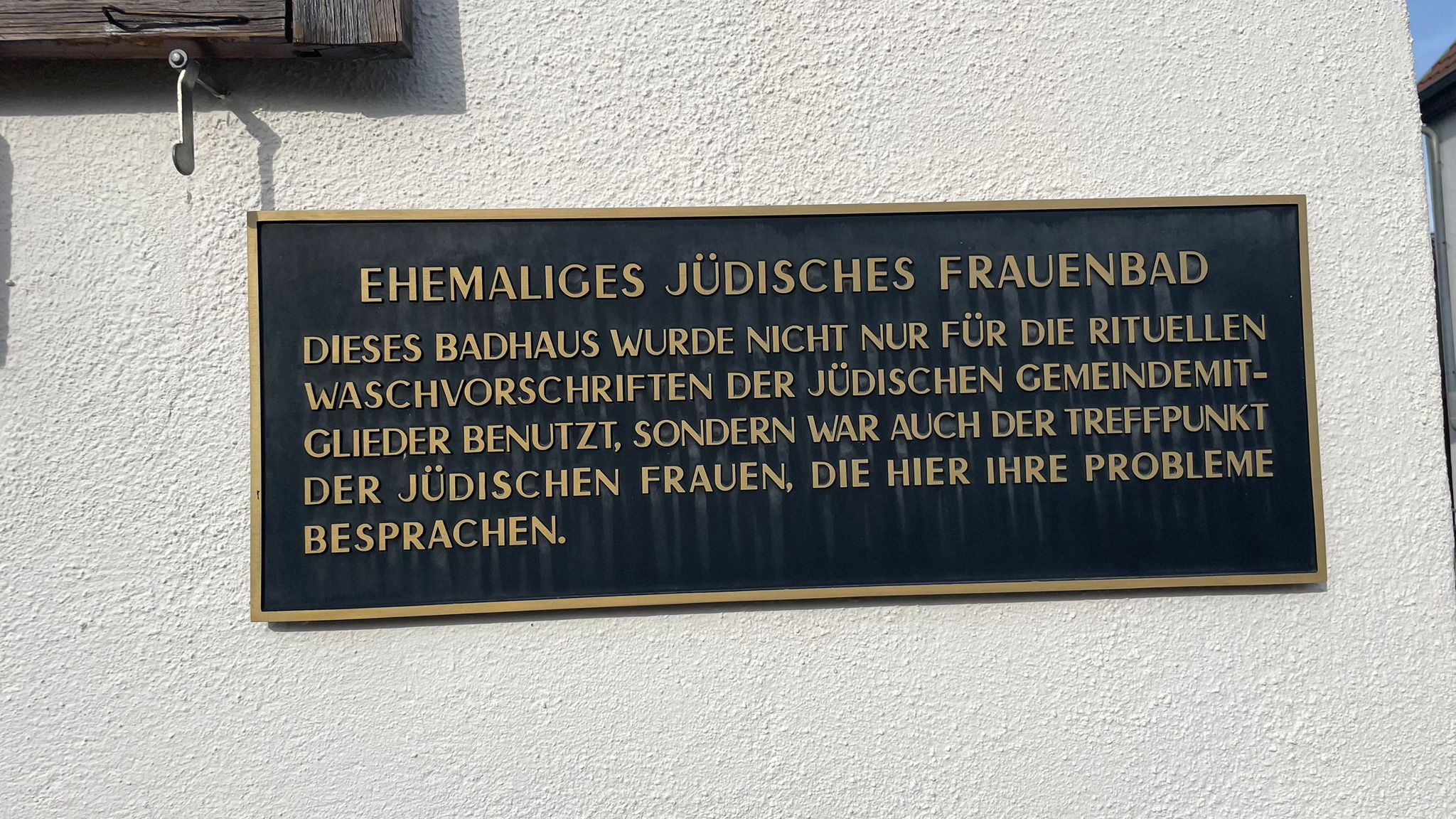
Gedenktafel für die letzte Mikwe in Freudental

Die letzte Mikwe wurde im Laufe der Jahre überbaut und liegt heute unter einem Wohnhaus in der Seestraße 24. Dort erinnert eine Gedenktafel an der Fassade an die einstige Existenz dieses wichtigen Ortes des jüdischen Lebens in Freudental, die die Mikwe wie folgt beschreibt:

„Dieses Badhaus wurde nicht nur für die rituellen Waschvorschriften der jüdischen Gemeindemitglieder benutzt, sondern war auch der Treffpunkt der jüdischen Frauen, die hier ihre Probleme besprachen.“

Die Mikwe, als rituelles Tauchbad, nimmt neben der Synagoge und dem Friedhof eine herausragende Stellung innerhalb der jüdischen Glaubensgemeinschaft ein und zählt somit zu den drei bedeutendsten Einrichtungen des Judentums.